# Kom erbij!
Kom erbij! is de eerste concerttournee van K3 in de bezetting van Julia Boschman, Hanne Verbruggen en Marthe De Pillecyn. Voor Verbruggen en De Pillecyn is dit hun zesde K3-show. De tour vond plaats in 2022 in Vlaanderen en Nederland. Op 4 maart 2022 vond de première plaats in Hasselt.

## Verhaallijn
Marthe en Hanne organiseren in het geheim een welkomstparty voor Julia. Dit om haar welkom te heten bij K3 en te vieren dat het haar eerste tour is. Ze organiseren het feest samen met hun goede vriend Max (gespeeld door Kaj van der Voort). Samen maken ze er een feest van om nooit te vergeten.

## Zwangerschap
In juni 2022 kondigde Hanne Verbruggen aan zwanger te zijn van haar eerste kindje. Tijdens de eerste helft van de Nederlandse shows in het najaar van 2022 deed zij nog steeds mee, maar op 31 oktober kondigde Studio 100 aan dat het voor Verbruggen te zwaar werd. Er werd besloten haar voor de rest van de tour te vervangen, waarop Diede van den Heuvel voor haar inviel tijdens de overige shows in Nederland.

## Setlist
- Straal (gebracht door Kaj van der Voort)
- Waterval
- Medley: Alle kleuren en Loko le
- Giddy-up-a-gogo
- Medley: Trouwen, Telepathie en Smoorverliefd
- Ushuaia (akoestisch)
- Superster
- Medley: Frans liedje en Jij bent mijn Gigi
- Tjikke boem
- Medley: Kus van de juf en Niet normaal
- Medley: Niet-verjaardagsfeest, Disco oma en Hart verloren
- Medley: Kruisje op een wereldkaart, Wij blijven vrienden, Hippie happy holiday en Oya lélé
- Mango Mango (vanaf 22 mei 2022)
- Waterval (vervangen door Vleugels vanaf 24 september 2022)

## Optredens
| Datum                  | Stad             | Zaal                      | Inval     |
| ---------------------- | ---------------- | ------------------------- | --------- |
| België                 |                  |                           |           |
| 4 maart 2022 (3x)      | Hasselt          | Trixxo Theater            |           |
| 5 maart 2022 (3x)      | Hasselt          | Trixxo Theater            |           |
| 6 maart 2022 (3x)      | Hasselt          | Trixxo Theater            |           |
| 2 april 2022 (3x)      | Gent             | Capitole                  |           |
| 3 april 2022 (3x)      | Gent             | Capitole                  |           |
| 5 april 2022 (3x)      | Gent             | Capitole                  |           |
| 6 april 2022 (3x)      | Gent             | Capitole                  |           |
| 7 april 2022 (3x)      | Gent             | Capitole                  |           |
| 21 mei 2022 (3x)       | Oostende         | Kursaal Oostende          |           |
| 22 mei 2022 (3x)       | Oostende         | Kursaal Oostende          |           |
| 26 mei 2022 (3x)       | Antwerpen        | Stadsschouwburg Antwerpen |           |
| 27 mei 2022 (3x)       | Antwerpen        | Stadsschouwburg Antwerpen |           |
| 28 mei 2022 (3x)       | Antwerpen        | Stadsschouwburg Antwerpen |           |
| 29 mei 2022 (3x)       | Antwerpen        | Stadsschouwburg Antwerpen |           |
| Nederland              |                  |                           |           |
| 24 september 2022 (3x) | Den Haag         | World Forum Theater       |           |
| 25 september 2022 (2x) | Den Haag         | World Forum Theater       |           |
| 1 oktober 2022 (3x)    | Rotterdam        | RTM Stage Ahoy            |           |
| 2 oktober 2022 (3x)    | Rotterdam        | RTM Stage Ahoy            |           |
| 5 november 2022 (3x)   | Groningen        | MartiniPlaza              | Met Diede |
| 6 november 2022 (3x)   | Groningen        | MartiniPlaza              | Met Diede |
| 12 november 2022 (3x)  | 's-Hertogenbosch | MAINSTAGE                 | Met Diede |
| 13 november 2022 (3x)  | 's-Hertogenbosch | MAINSTAGE                 | Met Diede |
| 10 december 2022 (3x)  | Apeldoorn        | Theater Orpheus           | Met Diede |
| 11 december 2022 (3x)  | Apeldoorn        | Theater Orpheus           | Met Diede |
| 17 december 2022 (3x)  | Amsterdam        | RAI                       | Met Diede |
| 18 december 2022 (2x)  | Amsterdam        | RAI                       | Met Diede |
| 26 december 2022 (3x)  | Breda            | Chassé Theater            | Met Diede |
| 27 december 2022 (3x)  | Breda            | Chassé Theater            | Met Diede |